# 花園大学ラグビー部
花園大学ラグビー部（はなぞのだいがくラグビーぶ、Hanazono Univ Rugby Football Club）は、関西大学ラグビーリーグ戦のCリーグに所属する花園大学のラグビー部。

## 歴史
1994年創部。関西大学ラグビーリーグのBリーグに所属。これまでAリーグに所属したことはない。

## かつて在籍した選手
- アマナキ・レレィ・マフィ[2]（No.8、日本代表、NTTコミュニケーションズシャイニングアークス→キヤノンイーグルス所属、トンガ・カレッジ出身）
- ロトアヘアアマナキ大洋（CTB、日本代表、7人制日本代表、リコーブラックラムズ所属、トゥポウカレッジ出身）
- ハヴィリ・リチャードアファ（CTB、六甲ファイティングブル→NTTコミュニケーションズシャイニングアークス→キヤノンイーグルス所属、トンガ・カレッジ出身）
- リサラシオシファ（WTB・CTB、7人制日本代表、豊田自動織機シャトルズ所属、トンガ・カレッジ出身）
- ホネティ・タウモハパイ（WTB・CTB、7人制日本代表、清水建設ブルーシャークス→クボタスピアーズ所属、トンガ・カレッジ出身）
- シタレキタウファ・マキシ（CTB、7人制日本代表、丸和運輸機関AZ-MOMOTARO'S所属）
- マノア・ラトゥ（WTB・CTB、埼玉パナソニックワイルドナイツ所属）